# Bland landsmän i Amerika
Bland landsmän i Amerika, även kallad En hälsning från Amerika, är en svensk dokumentärfilm från 1924 fotad av Carl Halling. Filmen är en reseskildring av svenskbygderna i USA och premiärvisades den 3 november 1924 på biograferna Regina i Kalmar och Röda Kvarn i Umeå.